# Productores de Música de España
Productores de Música de España, também conhecida por Promusicae, é uma associação que representa a indústria musical da Espanha. Entre seus objetivos está o de defender os interesses dos produtores e distribuidores de fonogramas e videogramas associados. Atualmente conta com 88 membros dos quais representam 92% do mercado musical espanhol. Está associada à Federação Internacional da Indústria Fonográfica, a IFPI.
Desde 30 de abril de 2003, Antonio Guisasola é presidente da Promusicae, substituindo Carlos Grande.[carece de fontes?]